# Deuteronomos tangens
Deuteronomos tangens là một loài bướm đêm trong họ Geometridae.